# Jardín Botánico de Kisantu

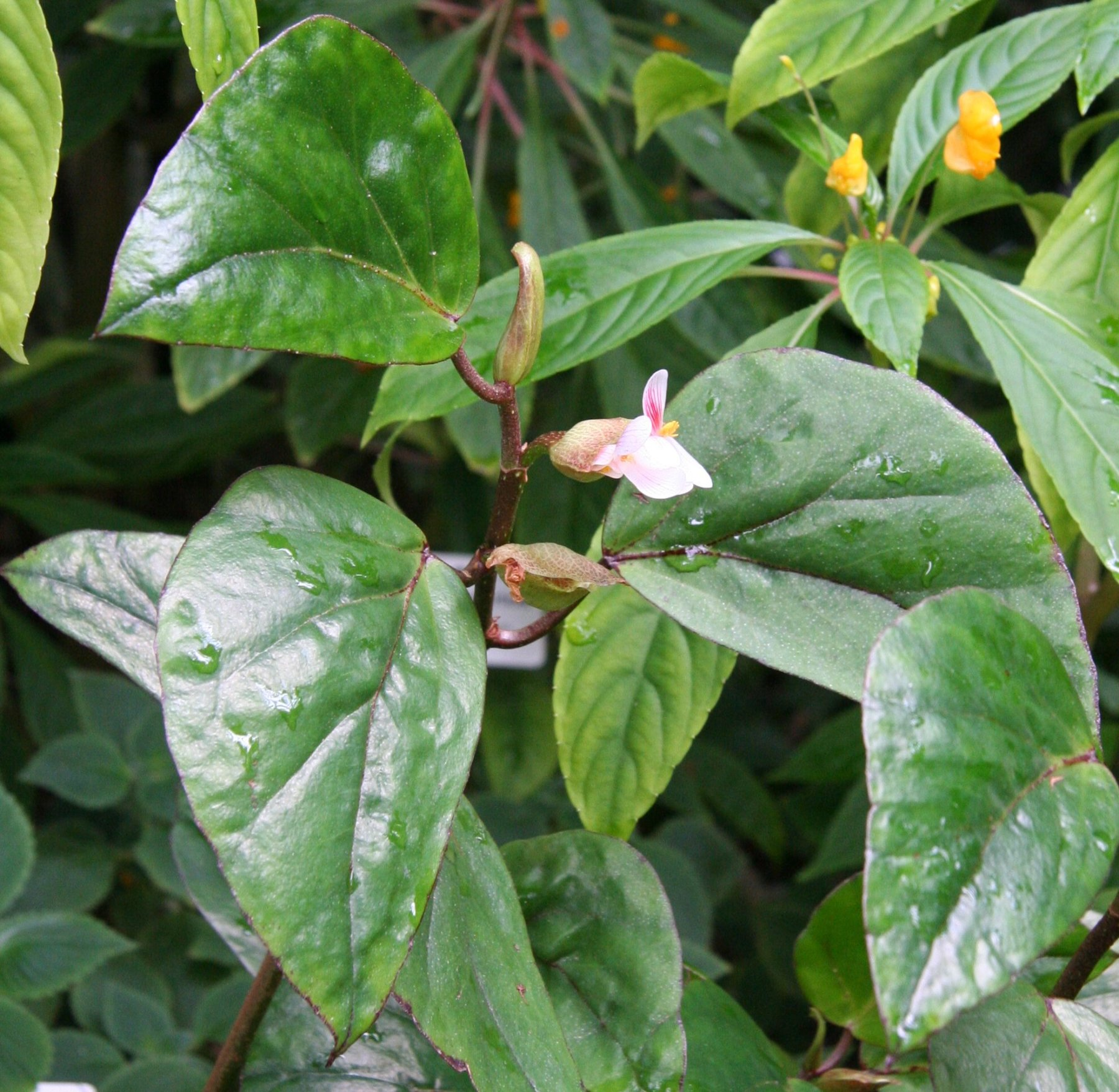
Begonia poculifera planta perteneciente a la Flora de la República Democrática del Congo.

El Jardín Botánico de Kinsatu (en francés: Jardin Botanique de Kinsatu) es un jardín botánico de unas 225 hectáreas de extensión que se encuentra en la proximidad del río Inkisi, en Kisantu, República Democrática del Congo. Es miembro del BGCI y presenta trabajos para la Agenda Internacional para la Conservación en los Jardines Botánicos, su código de identificación internacional como institución botánica es INKI.

## Localización
El jardín botánico está situado en el municipio de Madimba (el BajoCongo).
Jardin Botanique de Kinsatu B.P. 108 Inkisi-Kisantu, Bas-Congo, República Democrática del Congo (anteriormente Zaire)
- Promedio Anual de Lluvias: 1522 mm
- Altitud: 525.00 m s. n. m.

## Historia
El jardín botánico fue creado en 1900 por frere Gillet misionero jesuita y administrado por los misioneros hasta 1976. 
Actualmente está administrado por el estado. 

## Colecciones
En este jardín botánico se cultivan unos 2200 taxones de plantas de la Flora del país y procedentes de todas las regiones tropicales del mundo.
Entre sus colecciones especiales;
- Arboreto, que comprende unas 200 especies, con ejemplares como Agathis loranthifolia
- Colección de 160 especies de Palmas en las que se incluyen Arecastrum romanzoffianum, Chrysalidocarpus lutescens,
- Orquídeas, con Phaelaenopsis amabilis
- Cactus, con más de 200 especies, Mammilaria. .
- Plantas suculentas
- Hierbas nativas
- Huerto, donde se cultivan árboles frutales tales como el mangostán (Garcinia mangostana) árboles procedentes de Vietnam y que en este lugar se aclimataron y producen excelentes frutos en gran cantidad
- Vivero
- Plantas de simiente
- Plantas ornamentales
- Herbario con unos 5000 especímenes

## Actividades
En este centro se despliegan una serie de actividades a lo largo de todo el año:
- Programas de conservación

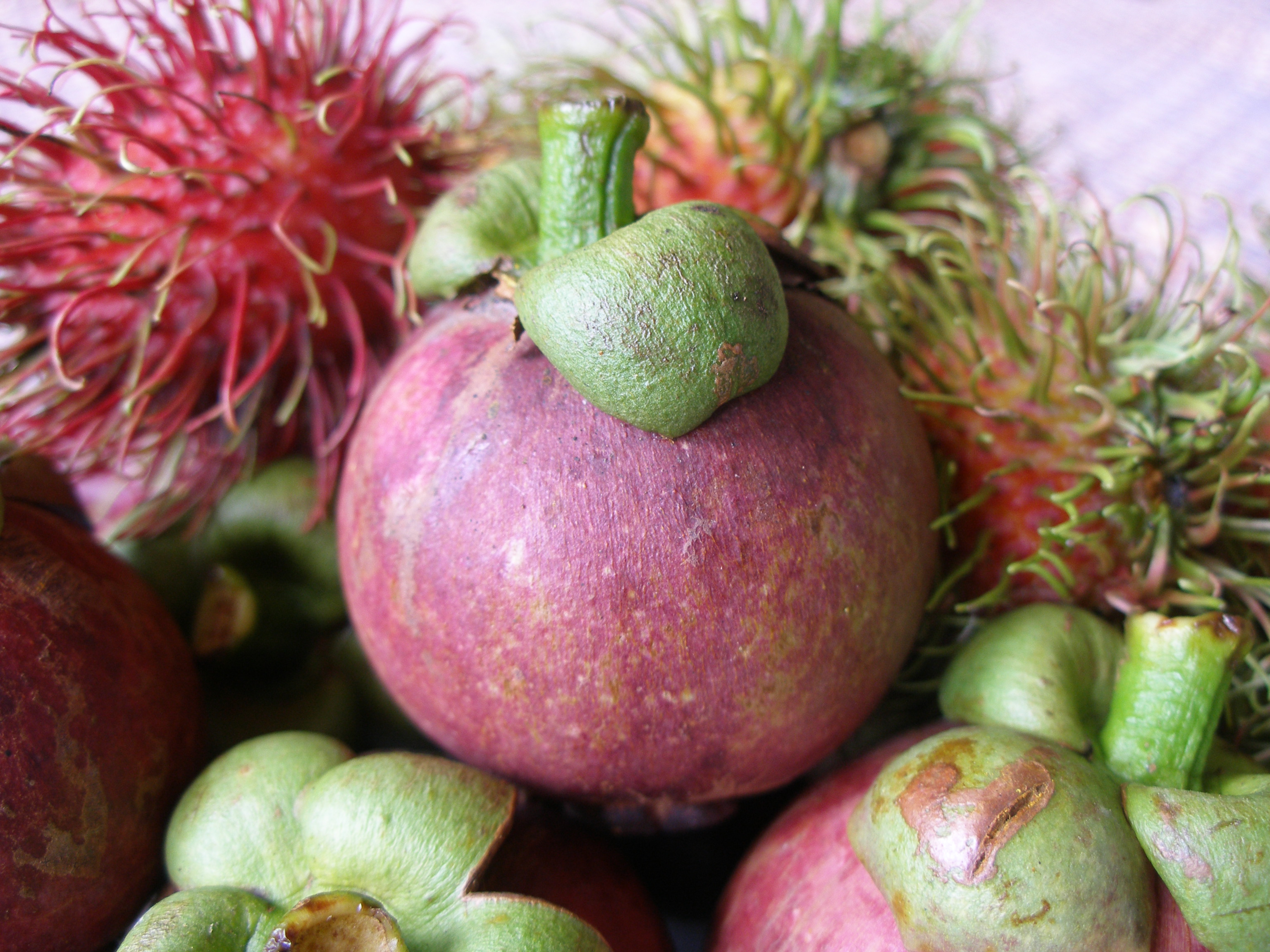
Mangostanes, los frutos de la Garcinia mangostana.

- Programa de mejora de plantas medicinales
- Programas de conservación « Ex Situ »
- Estudios de nutrientes de plantas
- Ecología
- Conservación de Ecosistemas
- Programas educativos
- Etnobotánica
- Exploración
- Horticultura
- Restauración Ecológica
- Sistemática y Taxonomía
- Sostenibilidad
- Farmacología
- Mejora en la agricultura
- Index Seminum